# هاینریش برونینگ
هاینریش برونینگ (به آلمانی: Heinrich Brüning) (زادهٔ ۲۶ نوامبر ۱۸۸۵ – درگذشتهٔ ۳۰ مارس ۱۹۷۰) سیاستمدار آلمانی و صدراعظم این کشور بود. او از ۳۰ مارس ۱۹۳۰ تا ۳۰ مه ۱۹۳۲ صدارت آلمان را بر عهده داشت و به این ترتیب طولانی‌ترین زمان صدر اعظمی جمهوری وایمار از آن اوست.

## زندگی
برونینگ در مونستر چشم به جهان گشود. یک ساله بود که پدرش را از دست داد. زیر آموزه‌های برادر بزرگترش -هرمان یوزف - کاتولیکی پارسا پرورده‌شد. تحصیلات خود را در دانشگاه استراسبورگ، مدرسه اقتصاد لندن و دانشگاه بن پی‌گرفت و دکترایش را دربارهٔ اقتصاد ملی به دست آورد. 
در جنگ جهانی یکم برای نبرد داوطلب شد. پس از جنگ بدو نشان صلیب آهنی درجه اول و دوم داده‌شد.
در ۱۹۲۴ او به حزب مرکزی آلمان پیوست و از وروتسلاو نمایندهٔ رایشستاگ شد و در ۱۹۳۰ به صدر اعظمی رسید.
او از مخالفان سرسخت دولت هیتلر بود. با روی کار آمدن آدولف هیتلر، برونینگ از بیم او در ۱۹۳۴ به هلند گریخت و سپس به بریتانیا رفت. در ۱۹۳۹ استاد علوم سیاسی دانشگاه هاروارد شد.
او در روزهای تبعید کوشید تا افکار عمومی آمریکا را با خطر نازیسم آشنا کند، پس از جنگ دربارهٔ توسعه‌طلبی شوروی هم هشدار داد که هر دوی این هشدارها مورد توجه واقع نشد.
در ۱۹۴۷ او به آلمان بازگشت و به تدریس در دانشگاه کلن پرداخت. او منتقد کنراد آدناوئر بود. وی در آمریکا درگذشت و پیکرش در زادگاهش به خاک سپرده شد.